# كابريرو (تشيلي)
كابريرو (بالإسبانية: Cabrero, Chile) هي بلدية تقع في تشيلي في إقليم بيو بيو. يقدر عدد سكانها بـ 27,595 نسمة ومساحتها 639.8 كم2 وترتفع عن سطح البحر 115 متر.

## أعلام
- جوناثان سوازو